# Bandera d'Alió
La bandera oficial d'Alió es descriu de la manera següent:
Bandera apaïsada, de proporcions dos d'alt per tres de llarg, bicolor vertical blanca i groga, amb un mig vol de color blau clar d'altura 5/6 de la del drap i amplada 7/18 de la llargària del mateix drap, al centre de la primera meitat; i una creu de santa Tecla negra, de la mateixa altura i d'amplada 4/9 de la llargària del drap, al centre de la segona meitat.

## Història
Va ser publicada al DOGC el 4 d'abril del 2002 i es va realitzar prenent com a base l'escut de la localitat.